# Casa Garriga Nogués (Sitges)
|  | No s'ha de confondre amb Casa Garriga Nogués. |

La casa Garriga Nogués és un edifici situat al carrer Josep Carbonell i Gener, 4 de Sitges.

## Història i descripció
És un habitatge unifamiliar projectat el 1947 per l'arquitecte Josep Antoni Coderch, considerada com l'entrada de l'arquitectura catalana en el moviment modern. Suposa un pas racionalitzador important, encara que manté principis clàssics com el de la simetria. Fou el primer projecte de Coderch publicat per Giò Ponti al número 240 de la revista Domus (1949).
La façana sud es caracteritza per dues gelosies simètriques, compostes per dos mòduls sobreposats de quatre persianes de fusta de lamel·les fixes que es projecten cap a l'exterior mitjançant un sistema d'escaires, protegint del sol el porxo i la sala d'estar.